# Hunding (Operngestalt)
Hunding ist ein Akteur in Richard Wagners Oper Die Walküre aus der 
Tetralogie Der Ring des Nibelungen. Die Figur geht auf Siggeir zurück, eine mythologische Gestalt aus dem Nordischen Sagenkreis.

## Die Gestalt in der Handlung
Hunding ist der Ehemann der einst geraubten Sieglinde. Diese spricht voller Verachtung davon, dass ihm einst „Schächer schenkten die Frau“, wobei aber darauf hingewiesen werden muss, dass die archaischen Rechtsvorstellungen die Raubehe für durchaus legitim hielten, Hunding in den Augen der Welt durch diesen Umstand also nicht verächtlich wurde.
In der Handlung ist Hunding der natürliche Gegenspieler Siegmunds, nicht nur wegen der Rivalität um Sieglinde. Siegmund wuchs in dunklen Wäldern im Osten auf, Hunding berichtet davon, dass Sippen im Westen wohnen, die seine Ehre bezeugen. Siegmund lebt und kämpft allein, Hunding sieht sich in ein geordnetes soziales Netz eingebunden. Als Siegmund, um seine wahre Herkunft zu verbergen, von sich selbst als Wehwalt spricht, nennt er seinen Vater Wolfe, so dass er sich den Beinamen Wölfing geben kann. Wiederum wird der Gegensatz zwischen beiden Akteuren dokumentiert – hier der wilde, ungezähmte Wolfssohn, dort der domestizierte Hunding. 
Sieglinde, Wotan und somit wohl auch Richard Wagner selbst sympathisieren eindeutig mit Siegmund. Hunding sinkt vor einem Handwink Wotans tot zu Boden – Wotan wiederum hatte bereits früher seine Abneigung gegen ihn bekundet: „Nach Walhall taugt er mir nicht.“

## Die Partie
Als Stimmlage ist Hunding ein seriöser Bass, Charakterbass oder Bassbariton. Hunding hat nur kurze Auftritte in der Walküre: im 1. Aufzug, 2. Szene, sowie im 2. Aufzug, 5. Szene.

## Interpreten
Berühmte Interpreten des Hunding sind z. B. Emanuel List, Gottlob Frick, Josef Greindl, Karl Ridderbusch, Kurt Moll und Matti Salminen.

## Bayreuther Festspiele
Quelle: Bayreuther Festspiele
| Von  | Bis  | Sänger des Hunding                                                  |
| ---- | ---- | ------------------------------------------------------------------- |
| 1876 |      | Kaspar Bausewein                                                    |
| 1876 |      | Joseph Niering                                                      |
| 1897 |      | Paul Greef, Ernst Wachter                                           |
| 1899 | 1901 | Peter Heidkamp                                                      |
| 1902 |      | Max Lohfing                                                         |
| 1904 | 1906 | Paul Knüpfer                                                        |
| 1908 |      | Allen C. Hinckley                                                   |
| 1909 |      | Lorenz Corvinus                                                     |
| 1911 |      | Ernst Lehmann                                                       |
| 1912 |      | Paul Knüpfer                                                        |
| 1914 |      | Michael Bohnen                                                      |
| 1924 |      | Walter Soomer                                                       |
| 1925 |      | Carl Braun, Walter Soomer                                           |
| 1927 | 1930 | Carl Braun                                                          |
| 1931 |      | Ivar Andrésen                                                       |
| 1933 |      | Emmanuel List                                                       |
| 1934 | 1936 | Josef von Manowarda                                                 |
| 1937 | 1939 | Ludwig Hofmann                                                      |
| 1940 | 1941 | Ludwig Hofmann, Josef von Manowarda                                 |
| 1942 |      | Josef von Manowarda                                                 |
| 1951 |      | Arnold van Mill                                                     |
| 1952 | 1958 | Josef Greindl                                                       |
| 1960 | 1964 | Gottlob Frick                                                       |
| 1965 | 1966 | Martti Talvela, außer 6. und 24. August 1966: Josef Greindl         |
| 1967 |      | Gerd Nienstedt, außer 19. August 1967: Josef Greindl                |
| 1968 | 1969 | Josef Greindl                                                       |
| 1970 | 1975 | Karl Ridderbusch                                                    |
| 1976 | 1980 | Matti Salminen, außer 5., 13. und 22. August 1976: Karl Ridderbusch |
| 1983 | 1986 | Matthias Hölle                                                      |
| 1988 | 1992 | Matthias Hölle, außer 28. Juli 1989: Philip Kang                    |
| 1994 | 1995 | Hans Sotin                                                          |
| 1996 |      | Matthias Hölle                                                      |
| 1997 | 1998 | Hans Sotin                                                          |
| 2000 | 2004 | Philip Kang                                                         |
| 2006 | 2010 | Kwangchul Youn                                                      |
| 2013 |      | Franz-Josef Selig                                                   |